# Korszun (pociąg pancerny)
„Korszun” (ros. Бронепоезд „Коршун”) – lekki pociąg pancerny białych podczas wojny domowej w Rosji
Został utworzony w czerwcu 1919 r. w Dżankoj na Krymie na bazie pociągu pancernego nr 3. Składał się z platformy kolejowej z 1 działem 75 mm, platformy kolejowej z działem wz. 1895 i platformy kolejowej z 12 karabinami maszynowymi Maxim. 
Wchodził w skład 5 Dywizjonu Pociągów Pancernych Oddziału Dniestrowskiego Wojsk Obwodu Noworosyjskiego. Jego dowódcą w sierpniu został kpt. Wasilij P. Magnicki. Od września uczestniczył w walkach na Ukrainie. Pierwszy bój stoczył o stację kolejową Cwietkowo. Na pocz. października na stacji kolejowej Birzuła jego załoga zdobyła 2 samochody opancerzone. W nocy z 10 na 11 listopada nagłym wypadem zajął bez walki Żmerynkę, która została opuszczona przez oddziały ukraińskie. 16 listopada jego załoga zdobyła na stacji kolejowej Płoskirów 2 ukraińskie pociągi pancerne: „Wiernyj syn Ukrainy” i „Chortica”. „Korszun” został zostawiony przez załogę 31 stycznia 1920 r. pod Tiraspolem podczas odwrotu wojsk Białych.